# Crowsnest Pass (Alberta)
Die Municipality of Crowsnest Pass ist ein Verwaltungsbezirk (vom Typ municipality) in Alberta, Kanada und hat den Status einer specialized municipality. Der Verwaltungsbezirk liegt in der Region Süd-Alberta und gehört statistisch zur Census Division 15. Er wurde zum 1. Januar 1979, durch die verwaltungstechnische Zusammenlegung mehrerer aufgelöster Kleinstädte und Dörfer sowie des diese umgebenden Gebietes, eingerichtet (incorporated als „Municipality of Crowsnest Pass“) und sein Verwaltungssitz befindet sich in der Ansiedlung Blairmore.
Der Verwaltungsbezirk ist für die kommunale Selbstverwaltung in den ländlichen Gebieten sowie den nicht rechtsfähigen Gemeinden, wie Dörfern und Weilern und ähnlichem, zuständig.
Am 29. April 1903 ereignete sich auf dem Gebiet des heutigen Verwaltungsbezirks der Bergsturz in Frank, bei dem rund 70 Personen ihr Leben verloren. In dem Gebiet wurde auch intensiv Kohle abgebaut. Dabei verloren zahlreiche Bergarbeiter ihr Leben, besonders bei den zwei größeren Unglücken, 1910 in der Bellevue Mine mit 31 Toten und 1914 in der Hillcrest Mine mit 189 Toten.

## Lage
Die Verwaltungsgemeinde liegt im Südwesten der kanadischen Provinz Alberta und grenzt im Westen unmittelbar an die benachbarte Provinz British Columbia. Im Westen des Bezirks liegt der Crowsnest Pass (deutsch Krähennest-Pass), der südlichste der großen Gebirgspässe in den kanadischen Rocky Mountains. Vom Pass ostwärts fließt der Crowsnest River durch den Bezirk. Der Bezirk ist gekennzeichnet durch die Berge und Täler der hier aneinanderstoßenden Teilketten der Southern Continental Ranges. Der Castle Wildland Provincial Park, einer der Provincial Parks in Alberta, liegt zum Teil auf dem Gebiet der Gemeinde.
Die Hauptverkehrsachsen des Bezirks sind der in Ost-West-Richtung verlaufende Alberta Highway 3 (als Teil des Crowsnest Highway sowie der südwestlichen Route des Trans-Canada Highways), sowie die über den Pass verlaufende kontinentale Hauptstrecke der Canadian Pacific Railway. Zusätzlich zweigt in Coleman vom Alberta Highway 3 der nach Norden verlaufende Alberta Highway 40 ab.
|                  |                                             | Municipal District of Ranchland No. 66    |
| British Columbia | Kompassrose, die auf Nachbargemeinden zeigt |                                           |
|                  |                                             | Municipal District of Pincher Creek No. 9 |

## Bevölkerung
| Jahr | Erhebung          | Einwohner | Änderung | Fläche (km²) | Bev.-dichte (EW/km²) |
| ---- | ----------------- | --------- | -------- | ------------ | -------------------- |
| 2016 | Volkszählung 2016 | 5589      | + 0,4 %  | 371,44       | 15,0                 |
| 2011 | Volkszählung 2011 | 5565      | – 3,2 %  | 373,07       | 14,9                 |

## Gemeinden und Ortschaften
Innerhalb der Grenzen des Verwaltungsbezirks liegen keine Städte (City), Kleinstädte (Town), Dörfer (Village) oder Weiler (Hamlet). Es gibt entlang dem Highway 3 verschiedene größere Ansiedlungen. Diese haben jedoch alle keinen offiziellen Status, sondern werden nur als „Population Centre“ oder „Unincorporated Place“ bezeichnet.
Schwerpunkte der Ansiedlung sind Coleman und Blairmore mit jeweils ungefähr 1500 Einwohnern.